# Vanden Plas
A Vanden Plas egy német progresszív metal zenekar, mely 1980-ban alakult meg Kaiserslautern városában. 1991-ben feldolgozták az  1. FC Kaiserslautern himnuszát, a Keep On Running-ot, míg 1994-ben ugyanezt tették a csapat korábbi indulójával, a Das Ist Für Euch-sal. Az együttes tagjainak előéletben egytől egyig szerepet kapott a színházi élet, többük neves előadásokban is színészkedett.
Andy Kutz énekes 2004-ben szólókarrierjét is elkezdte építgetni és megalapította az Abydos nevű együttesét, amely 2006. február 2-án tartotta meg első koncertjét a kaiserslauterni Pfalztheater-ben.
2006. március 31-én a Vanden Plas kiadta Christ 0 című konceptalbumát, mely Id. Alexandre Dumas Monte Cristo grófja című alkotása alapján íródott meg.

## Diszkográfia
- Colour Temple (1994)
- AcCult (1996)
- The God Thing (1997)
- Far Off Grace (1999)
- Spirit Of Live (2000)
- Beyond Daylight (2002)
- Christ 0 (2006)
- Seraphic Clockwork (2010)

## Külső hivatkozások
- Hivatalos oldal